# Edificio ex-BICA
L'edificio ex-BICA si trova in via Nazionale 87-95 a Firenze. Si tratta di una delle realizzazioni architettoniche contemporanee più conosciute della città, opera di Italo Gamberini del 1957.

## Storia
L'edificio, costruito in sostituzione di fabbricati preesistenti, rappresenta un accorto esempio di inserimento di una architettura moderna in un contesto storico. Esso si sarebbe dovuto inserire in un più ampio disegno di riqualificazione di via Nazionale che prevedeva, tra l'altro, l'arretramento delle facciate rispetto al filo stradale. L'abbandono di tale ipotesi ha isolato l'edificio da quelli circostanti, rendendo meno avvertibile l'attenzione al contesto che era invece una delle preoccupazioni principali del progettista. Del resto, tale sensibilità verso una forma di "adattamento" non era solo una caratteristica del dibattito architettonico del periodo, ma anche il risultato di precise richieste della Soprintendenza ai monumenti. A tali necessità può attribuirsi anche l'idea dell'ampio tetto sporgente, risolto in modo inconsueto con un grigliato in vetrocemento.
Committente dell'edificio fu la società Bica, appartenente al gruppo Montecatini, lo stesso dell'impresa costruttrice e di alcune tra le ditte fornitrici selezionate per la costruzione dell'opera tra le più qualificate.

## Architettura e fortuna critica
L'opera riscuote l'interesse da parte della critica più avvertita, fra cui ad esempio quello di Adalberto Libera che ne scrive una "presentazione" sulle pagine della rivista "L'architettura" (n. 66, aprile 1961).
Nel 1963 lo stesso Gamberini, ma anche la committenza, insieme con l'impresa di costruzione e la ditta produttrice degli infissi esterni, ottengono il premio In/Arch.
Sin dal primo commento espresso da Adalberto Libera, la caratteristica più evidente dell'edificio viene individuata nella qualità formale e tecnologica del sistema delle aperture e del prospetto su via Nazionale.

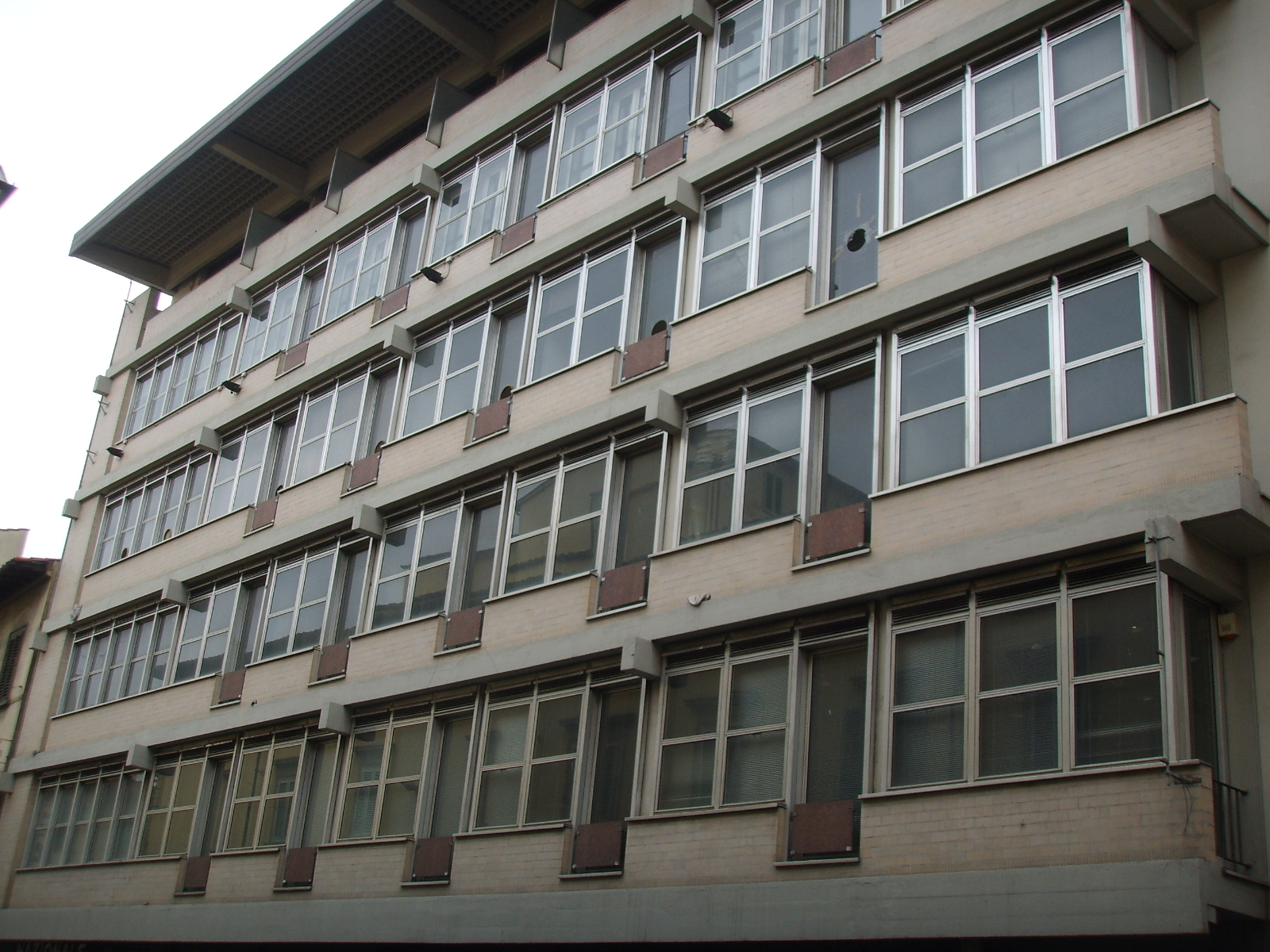
La facciata, dettaglio

Dopo più di trent'anni, quando gli utenti mettono in dubbio l'efficacia reale del controllo ambientale del sistema finestra/bocchetta di aerazione/brise-soleil (anche perché la facciata è rivolta a sud-est), resta immutato l'apprezzamento per la qualità dei dettagli e il disegno dei materiali. Basti considerare i diversi materiali esibiti in facciata e la naturalezza del loro accostamento: infissi in alluminio, struttura in cemento armato, rivestimento ceramico e finiture ad intonaco, gronda in vetrocemento.
Lo stesso vale all'interno, soprattutto nel vano scale dove la rampa "tecnologica" in ferro e vetro è accostata a una vetrata in vetro "termolux", materiale non a caso consueto nelle opere di tutti i membri del Gruppo Toscano.
Allo stato attuale, il rischio di una minore percettibilità dovuta a scarsa manutenzione è stato allontanato da una recente operazione di restauro e ripulitura della facciata, con un ritrovato rispetto alle intenzioni progettuali, delle potenzialità "dinamiche" e tridimensionali del prospetto, che, se da una parte reinterpreta temi funzionalisti e neoplastici, anticipa, d'altro lato, le tendenze high-tech e radicali del decennio successivo.
Il fatto che la società proprietaria dell'immobile appartenesse allo stesso gruppo industriale di molte ditte fornitrici, ha costituito motivo di particolare attenzione per le potenzialità espressive dei materiali così come dei dettagli tecnologici, con evidenti finalità promozionali.